# Björn Alm
Björn Erik Alm (Borlänge, 23 de diciembre de 1961) es un deportista sueco que compitió en vela en la clase Soling.
Ganó dos medallas en el Campeonato Mundial de Soling, plata en 1995 y bronce en 1992, y dos medallas en el Campeonato Europeo de Soling, plata en 1991 y bronce en 1992. Participó en dos Juegos Olímpicos de Verano, en los años 1992 y 1996, ocupando el quinto lugar en Barcelona 1992 en la clase Soling.

## Palmarés internacional
| \| Campeonato Mundial \| Campeonato Mundial \| Campeonato Mundial \| Campeonato Mundial \| \| Año \| Lugar \| Medalla \| Clase \| \| ------------------ \| ------------------- \| ------------------ \| ------------------ \| \| 1992 \| Cádiz (España) \| Medalla de bronce \| Soling \| \| 1995 \| Kingston (Canadá) \| Medalla de plata \| Soling \| \| Campeonato Europeo \| \| \| \| \| Año \| Lugar \| Medalla \| Clase \| \| 1991 \| Pornichet (Francia) \| Medalla de plata \| Soling \| \| 1992 \| Cádiz (España) \| Medalla de bronce \| Soling \| |                     |                   |        |
| Campeonato Mundial |                     |                   |        |
| Año | Lugar               | Medalla           | Clase  |
| 1992 | Cádiz (España)      | Medalla de bronce | Soling |
| 1995 | Kingston (Canadá)   | Medalla de plata  | Soling |
| Campeonato Europeo |                     |                   |        |
| Año | Lugar               | Medalla           | Clase  |
| 1991 | Pornichet (Francia) | Medalla de plata  | Soling |
| 1992 | Cádiz (España)      | Medalla de bronce | Soling |